# John Kosmina
Alexander John Kosmina, né le 17 août 1956 à Adélaïde en Australie, est un footballeur international australien. Il jouait au poste d'attaquant, reconverti entraîneur.

## Biographie

### Carrière internationale
John Kosmina honore sa première sélection en A en août 1976 lors d'un match amical contre Hong Kong. Il reçoit sa dernière sélection lors d'un match des JO 1988 contre le Nigeria le 22 septembre 1988 (victoire 1-0).
Il est retenu par Frank Arok pour disputer les Jeux olympiques d'été de 1988 qui se déroule à Séoul en Corée du Sud. Lors du tournoi olympique, il joue un match contre le Nigeria.
Il compte 59 sélections pour 25 buts en équipe d'Australie entre 1976 et 1988.

## Palmarès

### En tant que joueur
- Avec le Sydney City :
  - Champion d'Australie en 1981 et 1982

### En tant qu'entraîneur
- Avec l'Adelaide United :
  - Champion d'Australie en 2006

### Distinctions personnelles
- Meilleur buteur du Championnat d'Australie en 1982 (23 buts)